# 니시야치번
니시야치번 (西谷藩(にしやちはん))은 노토국에 존재했던 번이다. 현재의 이시카와현 나나오시에 있었다.

## 개요
겐로쿠 11년 (1698년) 5월 5일 (5월 그믐날 쯔음), 빈고국 후쿠야마번주 미즈노 카츠미네가 2살로 요절했다. 2살의 유아였던 그에게 유자(嗣子)는 없고, 후쿠야마번은 후계자 단절이라는 이유로 개역되었다. 그러나, 미즈노가는 후다이의 명문이었기에, 종가라는 이유로 같은 일족의 미즈노 카츠나가가 노토국내에 1만석을 수여받아 니시야치번으로 입번하고, 동시에 가명 존속도 인정받았다.
겐로쿠 13년 (1700년) 10월 28일, 카츠나가는 시모우사국 유키번으로 이봉되어, 니시야치번은 불과 2년만에 폐번이 되어, 그 영지는 후에 막부령이 되었다.

## 역대 번주
미즈노가 (종가) (水野家〔宗家〕)
- 후다이 다이묘 고쿠다카 1만석
  1. 미즈노 카츠나가